# Panstrongylus megistus
Panstrongylus megistus é uma espécie de inseto da família Reduviidae. Ocorre no Uruguai, Argentina, Paraguai, Bolívia e no Brasil (Maranhão, Piauí, Ceará, Rio Grande do Norte, Paraíba, Pernambuco, Sergipe, Alagoas, Bahia, Goiás, Minas Gerais, Mato Grosso do Sul, Espírito Santo, Rio de Janeiro, São, Paulo, Paraná, Santa Catarina e Rio Grande do Sul). A espécie atua como vetor domicilar na transmissão do Trypanosoma cruzi.